# Копілефт

Символом копілефт є розвернута латинська літера «с» (це).

Copyleft — метод застосування механізмів авторського права в такий спосіб, щоб зробити об'єкт авторського права та його модифікації й похідні вільними для розповсюдження і вдосконалення. Копілефт первинно виник як метод ліцензування для вільного програмного забезпечення, але може бути застосованим і до інших об'єктів авторського права.
Копілефт працює таким чином: власник авторських прав дозволяє вільно використовувати, змінювати, розповсюджувати його твір або будь-який похідний твір, лише за умови, що засади розповсюдження не будуть змінені (тобто, що будь-яка переробка твору також буде на умовах копілефту).
Термін «copyleft» утворений від поєднання англійських слів «copy» та «left», і підкреслює використання авторського права для захисту прав і свобод користувачів, на відміну від їх обмеження при традиційному застосуванні авторського права (copyright'у).

## Передмова
Однією з найважливіших причин, з якої розробники та автори можуть захотіти надати копілефт на свою роботу, є те, що таким чином вони створюють багатьом найсприятливіші та найпринадніші умови для внесення ними свого вкладу у вдосконалення та/чи розширення даної праці.
Надання копілефту має серйозний ідеологічний підтекст. Подібні ідеологічні дебати обійшли стороною засновника одного з найуспішніших серед наявних сьогодні копілефт-продуктів — Лінус Торвальдс вважає, що застосування практичної сторони GNU GPL ліцензії для програмного забезпечення Linux було вирішальним для його подальшого розвитку (дивіться далі розділ Комерційна розробка копілефт-продуктів).
В інтерв'ю, опублікованому 18 серпня 2004 року в англомовному журналі «Business Week», Лінус Торвальдс відзначив, що на його думку, відкритий код програмного забезпечення є стабільнішим і надійнішим у порівнянні з традиційним програмним забезпеченням, яке захищене копірайтом. У цьому контексті він наводить порівняння науки з магією: в науці вся система побудована таким чином, що нові відкриття базуються на відкриттях попередніх; у магії хтось завжди тримає при собі секрет і не дозволяє іншим збагнути його сутність та будувати на його основі щось нове. Як свідчить історія, магія вимерла, і те ж саме, на думку Лінуса Торвальдса, чекає на традиційне програмне забезпечення.

## Методи застосування копілефт
Загальноприйнятною практикою для досягнення такого безперешкодного використання, копіювання і розповсюдження матеріалів є їхнє ліцензування, за умовами якого кожен може:
1. користуватися ліцензованим матеріалом без будь-яких обмежень;
2. розповсюджувати як завгодно багато його копій;
3. модифікувати матеріал у будь-який спосіб.

Але ці три умови все ж не забезпечують того, що похідні матеріали, створені в результаті користування таким чином ліцензованих матеріалів, будуть розповсюджуватись на таких же «необмежених умовах». Тому умови копілефт накладають на власника похідних матеріалів зобов'язання розповсюджувати їх лише з таким самим типом ліцензії, як і оригінал.
Інші умови копілефт-ліцензії, які остаточно унеможливлюють перешкоджання вільному використанню, копіюванню і розповсюдженню матеріалів, включають:
- заборону відкликати копілефт-ліцензію;
- вимогу зберігати матеріал і його похідні версії у форматі, який сприяє модифікаціям, наприклад, для програмного забезпечення таким форматом є вихідний код, компілювання якого гарантується без будь-яких перешкод;
- розробку до певної міри обов'язкової системи документування матеріалу і його модифікацій у вигляді керівництв користувача, описів тощо.

Як правило, в таких копілефт-ліцензіях, для того, щоб вони мали якийсь ефект, необхідно творчо підходити до формулювання ліцензійних вимог та використання законодавства, яке регулює право інтелектуальної власності. Наприклад, говорячи про авторське право, всі особи, які в будь-який спосіб зробили свій внесок в копілефт-роботу, стають співвласниками авторського права на роботу, але в той же час, погодившись на умови ліцензії, свідомо відмовляються від певних прав, які, зазвичай, походять з авторського права, — наприклад, права бути єдиним розповсюджувачем копій цієї роботи.
Залежачи від законодавства, яке регулює право інтелектуальної власності, і яке може відрізнятися в різних країнах, фактична ліцензія, яка є нічим іншим, аніж способом досягнення копілефт-мети, може також відрізнятися в різних країнах. Наприклад, в деяких країнах може допускатись продаж програмного забезпечення без гарантійних зобов'язань в стандартному GNU GPL-стилі (див. розділи 11 та 12 GNU-ліцензії версії 2 [Архівовано 3 лютого 2005 у Wayback Machine.]), тоді як в більшості європейських країн дистриб'ютор програмного забезпечення не може відмовитись від дотримання гарантій стосовно проданого продукту, тому границі таких гарантій описані в більшості європейських копілефт-ліцензій (див. CeCILL-ліцензію [Архівовано 8 серпня 2010 у Wayback Machine.], яка дозволяє переліцензування на умовах GNU GPL — розділ 5.3.4 — в поєднанні з обмеженою гарантією — розділ 9).

## Історія виникнення та визначення терміна «копілефт»
Концепція «копілефт» виникла у зв'язку з працею Річарда Столмена над інтерпретатором «Lisp». На запит компанії «Symbolics», виробника комп'ютерів, щодо використання інтерпретатора, написаного Столменом, той погодився надати їм свою роботу на умовах суспільного надбання. «Symbolics» розширила і вдосконалила цей інтерпретатор, але коли Столмен захотів отримати доступ до змін, зроблених до написаного ним коду, йому відмовили — і Столмену не залишалося нічого, окрім як вжити необхідних заходів для запобігання подібної поведінки в майбутньому.
Оскільки Столмен вважав неможливим в короткотерміновій перспективі ліквідування законодавства щодо авторського права та виправлення несправедливості, яку йому довелось відчути на собі, він вирішив діяти в рамках чинного законодавства і в 1984 році створив свою власну, і першу, копілефт-ліцензію: «GNU General Public License» або, скорочено, GPL. Уперше, за умовами цієї ліцензії, власник авторських прав міг передавати в безстрокове користування максимальні права на програму її користувачам, незалежно від того які зміни і ким були внесені до її оригінальної версії. Це означало передачу прав на програму лише тим, хто вже її отримав, а не громадськості загалом, — це найбільше, що він міг зробити при існуючому законодавстві. Нова ліцензія тоді ще не отримала була ярлик «копілефт».
Термін «копілефт», згідно з деякими джерелами, вперше з'явився наприкінці 1970-тих в «Tiny BASIC», вільно розповсюджуваній версії «BASIC». Текст програми містив фрази «Всі обов'язки застережено» та «копілефт» (гра слів «Всі права застережено» та «Копірайт», які, зазвичай, використовуються при застереженні авторських прав). Сам Річард Столмен стверджує, що виникненню слова копілефт слід завдячувати Дону Хопкінсу, який в 1984 чи 1985 році надіслав йому листа, надписавши на конверті «Копілефт — всі права перекручено» (англ. «Copyleft — all rights reversed»)
 [Архівовано 27 квітня 2019 у Wayback Machine.], після чого Столмен використав даний термін для позначення концепції розповсюдження програмного забезпечення, над якою він працював.
Навколо визначення терміна «копілефт» існує ціла полеміка. Оригінально, термін виник як забавне перекручення слова «копірайт», тобто іменник, який означав умови ліцензії «GNU General Public License», заснованої Річардом Столменом як частина проєкту Free Software Foundation. Тобто фраза «ваша програма захищена копілефт» означає те саме, що й «програма захищена GPL» (GPL є де-факто стандартом для всіх видів копілефт-ліцензій). Термін може використовуватись і як дієслово, наприклад, у фразах типу «він копілефт(ив) останню версію своєї програми», але тоді термін не має такого точного значення і може мати на увазі будь-яку з декількох подібних ліцензій, або навіть уявну ліцензію для подальшого обговорення. (Див. наступний розділ, який детальніше торкається деяких проблем, пов'язаних з визначенням терміна «копілефт».)
Через складнощі, викликані використанням програмних бібліотек, Free Software Foundation створила GNU Library General Public License (LGPL), в якій змінено вимоги щодо подальшого розповсюдження і дозволяється використовувати програмні бібліотеки, не будучи при цьому «зараженим» їхньою ліцензією. Пізніше LGPL було перейменовано в GNU «Lesser» General Public License для того, щоб підкреслити слабкість її копілефт-умов і заохотити авторів бібліотек користуватись звичайною GPL-ліцензією  [Архівовано 22 травня 2005 у Wayback Machine.].

## Типи копілефт та співвідношення з іншими ліцензіями

### Суспільне надбання
Обмеження в використанні і розповсюдженні не накладаються на роботи, розміщені у суспільному надбанні, де їх розробник відмовився від авторського права та права власності. Такі роботи можуть бути модифіковані і автор зміненої роботи може ліцензувати на будь-яких умовах будь-яку нову частину похідної роботи, окрім частини, запозиченої з громадського домену. Одержана в результаті робота може бути недоступна авторам оригінальної версії і навіть конкурувати з оригіналом. Тобто матеріали з громадського домену за визначенням не є предметом повного копілефту.

### Копілефт і не-копілефт на відкритий код програмного забезпечення
Копілефт є характерною ознакою декількох типів ліцензій на відкритий код програмного забезпечення (зрештою копілефт став ключовою проблемою в ідеологічній суперечці між рухом за відкритий код програмного забезпечення та рухом за відкрите програмне забезпечення). Копілефт — це коротка назва для пакету законодавчих актів, який гарантує відкритість оригінальних та всіх модифікованих версій матеріалів (що не є обов'язковим у загальній концепції «відкритого коду»). Якщо ліцензіат копілефт-праці розповсюджує її модифіковану версію не на тих самих (або, в деяких випадках, схожих) копілефт-умовах, він зіткнеться з правовими наслідками своїх дій. Для більшості копілефт-робіт це передбачає припинення ліцензії, що призводить до втрати (колишнім) ліцензіатом права на копіювання, розповсюдження, модифікацію та публічне представлення похідної роботи тощо.
Багато ліцензій на відкритий код програмного забезпечення, таких, наприклад, як використовуються в операційних системах BSD, X Window System та вебсервері Apache не є копілефт-ліцензіями, оскільки не вимагають у ліцензіата розповсюджувати модифіковані роботи на умовах тих самих ліцензій. Наразі точаться дискусії щодо того, який же тип ліцензій забезпечує найбільший ступінь свободи. Такі дискусії базуються на таких складних питаннях, як визначення поняття «свобода» і чиї свободи є важливішими. Дехто стверджує, що копілефт-ліцензії максимізують свободу для всіх потенційних користувачів в майбутньому (свобода від комерційного програмного забезпечення), тоді як не-копілефт-ліцензії максимізують свободи першого користувача (свобода для створення комерційного програмного забезпечення). Це питання можна також розглядати як розділення понять свободи для окремих авторів програмного забезпечення від свободи для самого програмного забезпечення. (Дивіться далі розділ «Ідеологічні дебати»).

### Суворий і слабкий копілефт
Копілефт на роботу вважається «суворим» в тому розумінні, що існують ефективні засоби «примусового» застосування копілефт до різних видів похідних робіт. «Слабкий копілефт» використовується в тих ліцензіях, за умовами яких не всі види похідних робіт успадковують такі ліцензії (часто має значення в який саме спосіб була створена похідна робота). Іноді поняття «слабкий копілефт» є нічим іншим, аніж евфемізмом, який означає відсутність реальних засобів застосування «примусового» копілефт на роботу.
Прикладами ліцензій на відкрите програмне забезпечення з суворим копілефт є GNU General Public License та Q Public License. Подібними ліцензіями зі слабким копілефт є GNU Lesser General Public License та Mozilla Public License. Як приклади не-копілефт-ліцензій можна назвати ліцензії на X11 та BSD.

### Повний і частковий копілефт
«Повний» і «частковий» копілефт стосуються іншої сторони ліцензії. Повний копілефт — це коли всі частини роботи (окрім самої ліцензії) можуть бути модифіковані будь-ким. Частковий копілефт означає, що на частину матеріалу не розповсюджується дозвіл на необмежені модифікації, або, іншими словами, він не є повністю предметом копілефт, наприклад, копілефт на мистецькі твори іноді є небажаним чи просто неможливим.

### Спадковість та вимога спадковості
Вимога спадковості в копілефт-ліцензії (в англійській мові використовується термін share-alike) означає, що будь-які свободи, котрі діють на оригінальну роботу, повинні залишитись такими ж і на будь-які її похідні. Тобто будь-яка «повна» копілефт-ліцензія автоматично містить вимогу спадковості (але не навпаки!). Багато «часткових» копілефт-ліцензій містять дану вимогу. Замість використання копірайт-гасла «всі права застережено» або копілефт — «всі права перекручено», в ліцензіях з вимогою спадковості, натомість, переважно використовується «окремі права застережено».

## Ідеологічні дебати
Для багатьох копілефт — це спосіб використовувати існуюче законодавство із захисту інтелектуальної власності як засіб для повалення обмежень, які це ж законодавство накладає на розповсюдження і розвиток знань, котрими володіє людство. При такому підході метою копілефт є назавжди мінімізувати обмеження, нав'язані «режимами інтелектуальної власності».
Більшість з тих, хто використовує копілефт в цьому сенсі, вбачають у Річарді Столмені не тільки батька канонічної копілефт-ліцензії (GNU General Public License), але й ідеолога, який навчає як покінчити з культурними обмеженнями, починаючи з вивертання концепції копірайт. В той же час ідеологія, на якій базується рух за відкритий код програмного забезпечення, наприклад, окреслена Еріком Реймондом, є сучаснішою в плані повалення культури взагалі (або, щонайменше, використовує менш фундаментальний підхід в досягненні цього), і її виникнення призвело до неминучого зіткнення з концепцією Столменівської Free Software Foundation наприкінці 20-го сторіччя. Хоча те, що зазвичай називають суспільством відкритого коду програмного забезпечення, як приклад можна навести Slashdot, можна розглядати як більш-менш мирне співіснування прихильників суворого копілефт та тих, хто є носієм схожих чи навіть частково протилежних ідеологій.
Попри те, що копілефт не є законодавчо визнаним терміном, він розглядається копілефт-ідеологами як правовий механізм. Оскільки його розроблено в результаті політичних і ідеологічних дебатів навколо проблем інтелектуальної власності, то відсіля виникли і певні ідеологічні розгалуження в самому стані копілеф. Дехто вбачає в копілефт перший крок у знищенні будь-яких проявів законодавства про авторське право. Але така мета не зовсім узгоджується зі Столменом і Free Software Foundation, які вбачають у подібному розвитку подій швидше повернення до суспільного надбання, без захисту на зразок копілефт, коли розробники програмного забезпечення не матимуть жодних обмежень при розповсюджені і продажу бінарних файлів без відкриття при цьому їх вихідного коду. Інші звертають увагу на те, що якщо копірайт, як такий, буде скасовано, то зникне і потреба в захисті чи примусовому ліцензуванні.

## Чи можна «заразитися» копілефт?
Копілефт-ліцензії іноді називають вірусними копірайт-ліцензіями, особливо ті, хто вважають, що вони можуть втратити в результаті, оскільки будь-які похідні роботи за умовами копілефт також повинні бути копілефт. Зокрема, копілефт-роботи не можна легально використати в роботах, які будуть розповсюджуватись без вихідного коду (як більшість комерційних продуктів) без особливого дозволу на це авторів оригіналу. Тож, як наслідок, їх використання, переважно, обмежується внутрішнім використанням.
Під означенням «вірусний» мається на увазі процес на зразок поширенню біологічного вірусу на весь орган, який складається з подібних клітин, чи вид подібних особин. В контексті легально зобов'язуючих контрактів і ліцензій «вірусний» стосується будь-чого, що розповсюджується за рахунок приєднання себе до чогось іншого, незалежно від того, чи таке «зараження» додає цінності кінцевому результату.
Прибічники копілефт наполягають, що проведення подібної аналогії між копілефт-ліцензіями і комп'ютерними вірусами є недоречним, оскільки комп'ютерні віруси зазвичай заражають комп'ютер без відома користувача і намагаються завдати шкоди, тоді як автори похідних робіт усвідомлюють вимоги копілефт щодо оригіналу, а користувачі похідних робіт, завдяки таким вимогам, виграють. Тому багато хто уникає використовувати означення вірусний чи заразний щодо копілефт через негативний підтекст, які ці означення несуть.
Прихильники копілефт також зневажливо ставляться до використання означення вірусний, оскільки останнє не вживається в юриспруденції. Ібен Моблен, професор права з Колумбійського університету та радник Free Software Foundation, наприклад, звертає увагу на те, що GPL — це ліцензія, а не контракт. До того ж GPL зауважує, що лише якщо похідні роботи публікуються, то вони повинні публікуватись на умовах такої ж ліцензії; для їх внутрішнього використання не існує ніяких обмежень.
Коли про GPL-ліцензію говорять як про «вірусну ліцензію», можливо, мається на увазі ймовірність того, що публікація будь-чого нового на умовах GPL призводить до створення позитивного мережевого ефекту зворотного зв'язку, при якому протягом певного часу неперервно розростається обсяг копілефт-матеріалу. При розробці програмного забезпечення повторне використання коду є однією з найважливіших цілей, досягнення якої дозволяє зберегти зусилля і швидко сконструювати працюючий продукт завдяки використанню вже існуючих настроюваних компонентів. Ті, хто працюють над не-копілефтовими програмами часто змушені наново «винаходити колесо», оскільки набір відкритого некопілефтового програмного забезпечення є досить обмеженим.
Багато хто вважає, що копілефт-ліцензії є привабливими і популярними для спільних проєктів саме тому, що вони «вірусні» і поширюються на всі похідні роботи, «заражаючи» останні вимогою ре-інтегрувати певні зміни в подальші версії. Ця вимога є дуже важливою, оскільки забезпечує уніфіковані ліцензійні умови, безперешкодний доступ до матеріалів та робить копілефт-проєкти стійкими до розгалужень, оскільки всі автори оригінальних версій можуть використовувати будь-які похідні версії, модифіковані чи створені іншими. Корисні зміни, зазвичай, поєднуються, і різні версії підтримуються лише до тих пір, доки на них існує попит. Забравши «заразність» з копілефт-ліцензій, неминуче утворюються передумови для здобуття комерційного контролю над похідними версіями робіт, наприклад, розширеними чи перекладеними. І це, до певної міри, вважається недоліком не-копілефт-проєктів, наприклад, проєктом «відкритого коду програмного забезпечення». Існує точка зору, що у випадку з Linux вдалось уникнути утворення різноманітних кінцевих продуктів, як, наприклад, з Unix, саме через те, що на нього діє ліцензія копілефт-типу.

## Застосування копілефт поза межами контексту ліцензій для програмного забезпечення

### Мистецтво
Копілефт використовується і в мистецтві, особливо у тих випадках, коли традиційне поняття інтелектуальної власності стає на перешкоді повноцінній творчій співпраці та/чи поширенню та розповсюдженню її результатів. Як приклади копілефт-ліцензій можна навести Free Art license та Creative Commons.
Копілефт-ліцензії на художні твори є відмінними від копілефт-ліцензій на програмне забезпечення тим, що в них чітко розмежовуються оригінальна робота та її копії і тим, що вони базуються на поняттях, які не завжди можуть бути об'єктивно застосовані на практиці (щось на зразок декларації намірів). Наприклад, особливою вимогою копілефт-ліцензії на мистецький витвір є висловлення/демонстрація поваги до оригінального автора, тоді як для програмістів дотримання копілефт як такого є максимальною повагою чи визнанням, яке автор може отримати.
Іншими словами, копілефт в мистецтві повинен базуватися на ширшому наборі понять, які мають стосунок до авторських прав, є складнішими й більш відмінними між країнами, аніж лише копірайт-законодавство, наприклад, інтелектуальні права, моральні права, Бернська конвенція про охорону літературних і художніх творів тощо.
Слід зауважити, що у мистецтві копілефт-вимога щодо висловлення пошани автору є двоякою і не завжди узгоджується з бажанням автора. Як приклад можна навести плакат расистського змісту, в якому використано зображення, що розповсюджується на умовах копілефт. За умовами даної ліцензії автор/розповсюджувач плакату висловлює свою пошану автору зображення, що опосередковано робить автора зображення прибічником поглядів, висловлених в плакаті, хоча саме по собі зображення не має жодного відношення до расизму і його автор не розділяє цих поглядів.

### Патенти
Ідея копілефт, яка б базувалася на патентному праві на зразок того, як копілефт базується на авторському праві, також все частіше пропонується і для патентів. Обговорюється варіант на кшталт фонду відкритих патентів, який би дозволяв безгонорарне користування патентами на певних умовах (наприклад відмова в праві на новий патент, якщо він, в свою чергу, не вноситься до такого фонду). Але така ідея поки що не знайшла практичного втілення, можливо частково тому, що патенти досить дорогі в отриманні, тоді як авторське право отримується безкоштовно.
Оскільки для більшості копілефт-продуктів дотримання вимог копілефт гарантується лише авторським правом, механізм патентування може нести загрозу копілефт-свободам, які діють на такі продукти, оскільки патентне право верховенствує над авторським правом. Організації, чи просто групи однодумців, які займаються розробкою копілефт-продуктів, найчастіше не мають ресурсів для складних патентних процедур.

## Комерційне застосування копілефт-продуктів
Незалежно від того, навколо якого продукту побудовано бізнес: чи це художні роботи, чи індустріальні продукти, такі, наприклад, як програмне забезпечення, правила комерційної експлуатації суворого копілефту суттєво відрізняються від комерційної експлуатації традиційного інтелектуального права. Бізнес, утворений, наприклад, навколо програмного забезпечення з відкритим кодом, або ж допускає деякі відхилення від вимог суворого копілефту, або ж базується виключно на моделі послуг та/або консультацій навколо такого копілефт-продукту. Загалом, фінансовий оборот бізнесу, утвореного навколо копілефт-продуктів, набагато менший порівняно з бізнесом, який експлуатує інтелектуальне право.

### Розробка індустріальних копілефт-продуктів
Конкурентоспроможність бізнесу, який базується на індустріальних копілефт-продуктах, на перший погляд може видатись досить слабкою, оскільки такий бізнес не в змозі створювати великі фінансові ресурси для, наприклад, розробок і досліджень, та не має ексклюзивного права на прибутки, отримані в результаті таких розробок і досліджень. Але, попри це, як показує час, копілефт є чи не єдиним механізмом, спроможним конкурувати з великими гравцями в тому ж сегменті бізнесу, котрі значною мірою залежать на фінансовій експлуатації права інтелектуальної власності.
Існує точка зору, якої, поряд з іншими, дотримується також і Лінус Торвальдс, що конкурентоспроможність копілефт пояснюється тим, що розробники такого програмного забезпечення є більш зацікавленими і втягнутими в процес розробки (завдяки досить простій системі гарантування визнання їх вкладу та вільного доступу до продукту). За словами Лінуса Торвальдса довіра відіграє центральну роль в успішності ідеї копілефт (розповсюджуючи ядро Linux на умовах копілефт, він довів, що задекларовані ним наміри щодо недопущення зловживання (чи приховування) наданих йому знань заслуговують на довіру).

### Комерціалізація індустріальних копілефт-продуктів
Комерційне розповсюдження Linux-систем (наприклад, Red Hat та Mandrake) зазнало як підйомів, так і спадів у пошуку успішної схеми (або бізнес-моделі) функціонування подібного типу бізнесу. Але час та досвід довели можливість заснування бізнесу навколо копілефт-продуктів, наприклад, надання комерційних послуг на них. Одним з прикладів такого бізнесу є Mandrake, котрій не тільки вдалося досягти успіху на фондовій біржі після скорочення значної частини ринку інформаційних технологій на початку 21 сторіччя, але й переконати урядові структури перейти на її версію Linux.
За окремими виключеннями, такими як, наприклад, Debian, більшість дистриб'юторів Linux не обмежують свій бізнес лише копілефт-продуктами. Невеликі компанії шукають різноманітні шляхи надання комерційних послуг на копілефт-продукти, що, як бізнес-концепція, не є складнішим за, наприклад, заробляння грошей на рецепті кави з суспільного надбання (що успішно застосовується багатьма власниками кав'ярень).
Але все ж таки, поки що існує досить мало прикладів малих та середнього розміру компаній, які ризикнули перевести на копілефт-відносини основну частину свого бізнесу.

### Комерціалізація художніх копілефт-творів
В області мистецтва концепцію «комерційних послуг на копілефт-твори», напевне, ще важче застосовувати на практиці, аніж при розробці програмного забезпечення. Як одну з небагатьох таких «послуг» можна назвати публічні вистави. Але окрім того, що не кожен митець народився актором, творчі особистості, зазвичай, розраховують, щонайменше, на визнання своєї роботи (яке є досить розмитим в контексті копілефт-ліцензії). Вимоги, які накладає суворий копілефт, для творчих особистостей є досить безжалісними в цьому плані. Сприйняття копілефт у застосуванні до художніх робіт зовсім відрізняється від сприйняття копілефт, наприклад, на Вікіпедії, де на кожній сторінці редагування розміщено попередження: «Якщо ви не бажаєте, щоб написане вами безжалісно редагувалось і розповсюджувалося за бажанням будь-кого, — не пишіть тут.»
Часто копілефт виконує публічну (або рекламну) функцію, коли авторські копілефт-твори рекламують інші твори того ж автора, але вже захищені традиційнішим копірайтом. Дехто використовує копілефт-ліцензії на зразок Creative Commons Attribution-NonCommercial-ShareAlike, які не дозволяють комерційного використання. В такий спосіб автори можуть продавати свої роботи, не конкуруючи при цьому з копіями своїх же робіт, які продаються іншими.